# Olé (film)
Olé è un film italiano del 2006 diretto da Carlo Vanzina.

## Trama
Archimede Formigoni e Salvatore Rondinella sono due professori di un liceo classico.
I due accompagnano una classe in gita scolastica in Spagna, ma non sono in buoni rapporti per una passata rivalità sentimentale verso Margherita, un tempo professoressa di disegno loro collega. Durante il viaggio incontrano casualmente Enzo Antonelli, padre divorziato dello studente Ugo, diretto in vacanza a Ibiza con la fidanzata Jennifer.
Durante una visita guidata a Siviglia, la classe incontra una classe femminile d'un liceo americano e da questo incontro nasce l'amore tra Ugo e Nicole Morrison, una studentessa figlia d'un senatore. Inoltre Maggie, professoressa di ginnastica della classe americana, nutre un forte interesse per Archimede, che ricambia l'affetto, ma nessuno dei due ha il coraggio di dichiararsi.
A mettersi in mezzo tra i due innamorati ci pensa Salvatore, che conquista Maggie giocando un tiro mancino nei confronti del povero Archimede. Così Salvatore esce a cena con Maggie, rivelandole però il suo trucco, con un gesto generoso, facendo scoccare di nuovo la scintilla tra Archimede e Maggie. Tornati in Italia, Archimede e Maggie si sposano a Venezia mentre nel frattempo Salvatore gli confida che si sposerà con Margherita.

## Distribuzione
Il film è uscito nelle sale italiane il 15 dicembre 2006.